# Cleora leucostigma
Cleora leucostigma är en fjärilsart som beskrevs av Louis Beethoven Prout 1929. Cleora leucostigma ingår i släktet Cleora och familjen mätare. Inga underarter finns listade i Catalogue of Life.